# Maitengwe
Maitengwe – wieś w Botswanie w dystrykcie Central. Według spisu ludności z 2011 roku wieś liczyła 5890 mieszkańców.